# Moret-Loing-et-Orvanne
Moret-Loing-et-Orvanne es una comuna nueva francesa situada en el departamento de Sena y Marne, de la región de Isla de Francia.

## Historia
Fue creada el 1 de enero de 2017, en aplicación de una resolución del prefecto de Sena y Marne de 26 de septiembre de 2016 con la unión de las comunas de Écuelles, Épisy, Montarlot, Moret-sur-Loing y Veneux-les-Sablons, pasando a estar el ayuntamiento en la comuna delegada de Moret-sur-Loing.
De 2015 a 2016 las comunas de Écuelles  y Moret-sur-Loing formaron la comuna nueva de Orvanne. 	
De 2016 a 2017 las comunas de Écuelles, Épisy, Montarlot y Moret-sur-Loing, formaron la comuna nueva de Moret-Loing-et-Orvanne. 	

## Demografía
| Gráfica de evolución demográfica de Moret-Loing-et-Orvanne entre 1800 y 2014 |
|                                                                              |

Los datos entre 1800 y 2014 son el resultado de sumar los parciales de las cinco comunas que forman la nueva comuna de Moret-Loing-et-Orvanne, cuyos datos se han cogido de 1800 a 1999, para las comunas de Écuelles, Épisy, Montarlot, Moret-sur-Loing y Veneux-les-Sablons de la página francesa EHESS/Cassini. Los demás datos se han cogido de la página del INSEE.

## Composición
| Comuna delegada    | Código INSEE | Población (2013) | Superficie (km²) | Densidad (hab./km²) |
| ------------------ | ------------ | ---------------- | ---------------- | ------------------- |
| Écuelles           | 77166        | 2489             | 11.81            | 211                 |
| Épisy              | 77170        | 552              | 7.41             | 74                  |
| Moret-sur-Loing    | 77316        | 4305             | 4.94             | 871                 |
| Montarlot          | 77299        | 234              | 5.21             | 45                  |
| Veneux-les-Sablons | 77491        | 4817             | 4.03             | 1195                |